# Carlos Gandarillas
Carlos Manuel Gandarillas Media (Sobarzo, Penagos, Cantabria, 30 de diciembre de 1984), conocido habitualmente como Carlos Gandarillas, es un jugador español de bolo palma que juega en la Peña Bolística Sobarzo habiendo pasado brevemente por la Peña Bolística Riotuerto. Su mayor éxito ha sido la consecución del Campeonato de España de Bolo Palma en el 2010, con un registro de 583 bolos derribados.
Su hermano David Gandarillas también es jugador de bolos y está en la misma peña que Carlos.

## Palmarés
- 1 vez Campeón de España de Bolos (2010).
- 1 vez Subcampeón de España de Bolos de 2ª categoría (2004).
- 1 vez Subcampeón de Cantabria de Bolos de 2ª categoría (2005).
- 1 vez Campeón de Cantabria de Bolos Infantil (1998).

## Trayectoria
- PB Sobarzo (2001-2008).
- Peña Bolística Riotuerto (2009-2011).
- PB Sobarzo (2011-2016).
- Peña bolistica Peñacastillo Anievas mayba (2017-2018)
- Peña Bolística Sobarzo (2019)
- Peña bolistica roper bahía real (2020-)